# Tournoi d'ouverture du championnat d'Haïti de football 2009
Navigation
Tournoi précédent Tournoi suivant
Le tournoi d’ouverture de la saison 2009 du Championnat d'Haïti de football est le premier tournoi saisonnier de la dix-neuvième édition de la première division à Haïti. Les seize meilleures équipes du pays sont regroupées au sein d’une poule unique où elles s’affrontent une seule fois. Il n’y a pas de relégation à l’issue du tournoi.
C'est le Tempête FC qui remporte la compétition après avoir terminé en tête du classement final, avec deux points d'avance sur l'un des promus, le Racing Club Haïtien et trois sur l'AS de Carrefour. C’est le troisième titre de champion d'Haïti de l'histoire du club.

## Les clubs participants
| - Violette AC - AS Mirebalais - AS Cavaly - JS Capoise - AS Capoise - Don Bosco FC - AS de Carrefour - AS Saint-Louis du Nord - Promu de Division 2 | - Baltimore SC - Racing Gonaïves - Aigle Noir AC - Tempête FC - Victory SC - Racing Club Haïtien - Promu de Division 2 - ASPDIF - Promu de Division 2 - Dynamite Saint-Marc - Promu de Division 2 |

## Compétition
Le barème de points servant à établir le classement se décompose ainsi :
- Victoire : 3 points
- Match nul : 1 point
- Défaite : 0 point

### Classement
| Rang | Équipe                  | Pts | J  | G | N | P | Bp | Bc | Diff |
| ---- | ----------------------- | --- | -- | - | - | - | -- | -- | ---- |
| 1    | Tempête FC              | 28  | 15 | 8 | 4 | 3 | 21 | 8  | +13  |
| 2    | Racing Club HaïtienP    | 26  | 15 | 8 | 2 | 5 | 20 | 16 | +4   |
| 3    | AS de Carrefour         | 25  | 15 | 7 | 4 | 4 | 15 | 7  | +8   |
| 4    | AS Capoise              | 24  | 15 | 6 | 6 | 3 | 14 | 9  | +5   |
| 5    | AS Mirebalais           | 23  | 15 | 6 | 5 | 4 | 13 | 10 | +3   |
| 6    | Dynamite Saint-MarcP    | 23  | 15 | 5 | 8 | 2 | 9  | 6  | +3   |
| 7    | AS Cavaly               | 21  | 15 | 5 | 6 | 4 | 11 | 9  | +2   |
| 8    | Aigle Noir AC           | 20  | 15 | 6 | 2 | 7 | 16 | 13 | +3   |
| 9    | Violette AC             | 20  | 15 | 5 | 5 | 5 | 13 | 14 | -1   |
| 10   | Victory SC              | 20  | 15 | 5 | 5 | 5 | 9  | 18 | -9   |
| 11   | Baltimore SC            | 19  | 15 | 4 | 7 | 4 | 10 | 11 | -1   |
| 12   | Don Bosco FC            | 18  | 15 | 5 | 3 | 7 | 11 | 10 | +1   |
| 13   | AS Saint-Louis du NordP | 18  | 15 | 3 | 9 | 3 | 10 | 9  | +1   |
| 14   | ASPDIFP                 | 15  | 15 | 4 | 3 | 8 | 9  | 24 | -15  |
| 15   | Racing GonaïvesT        | 12  | 15 | 3 | 3 | 9 | 11 | 19 | -8   |
| 16   | JS Capoise              | 9   | 15 | 1 | 6 | 8 | 12 | 21 | -9   |

|  | Qualification pour la CFU Club Championship 2010 |
|  | T : Tenant du titre P : Promu de Division 2      |

## Bilan de la saison
| Championnat d'Haïti de football 2009 |                       |
| Champion                             | Tempête FC (3e titre) |
| Qualifications continentales         |                       |
| CFU Club Championship 2010           | Tempête FC            |
| Promotions et relégations            |                       |
| Promus en Division 1                 | Aucun                 |
| Relégués en Division 2               | Aucun                 |